# Golofa
Golofa är ett släkte av skalbaggar. Golofa ingår i familjen Dynastidae.

## Bildgalleri

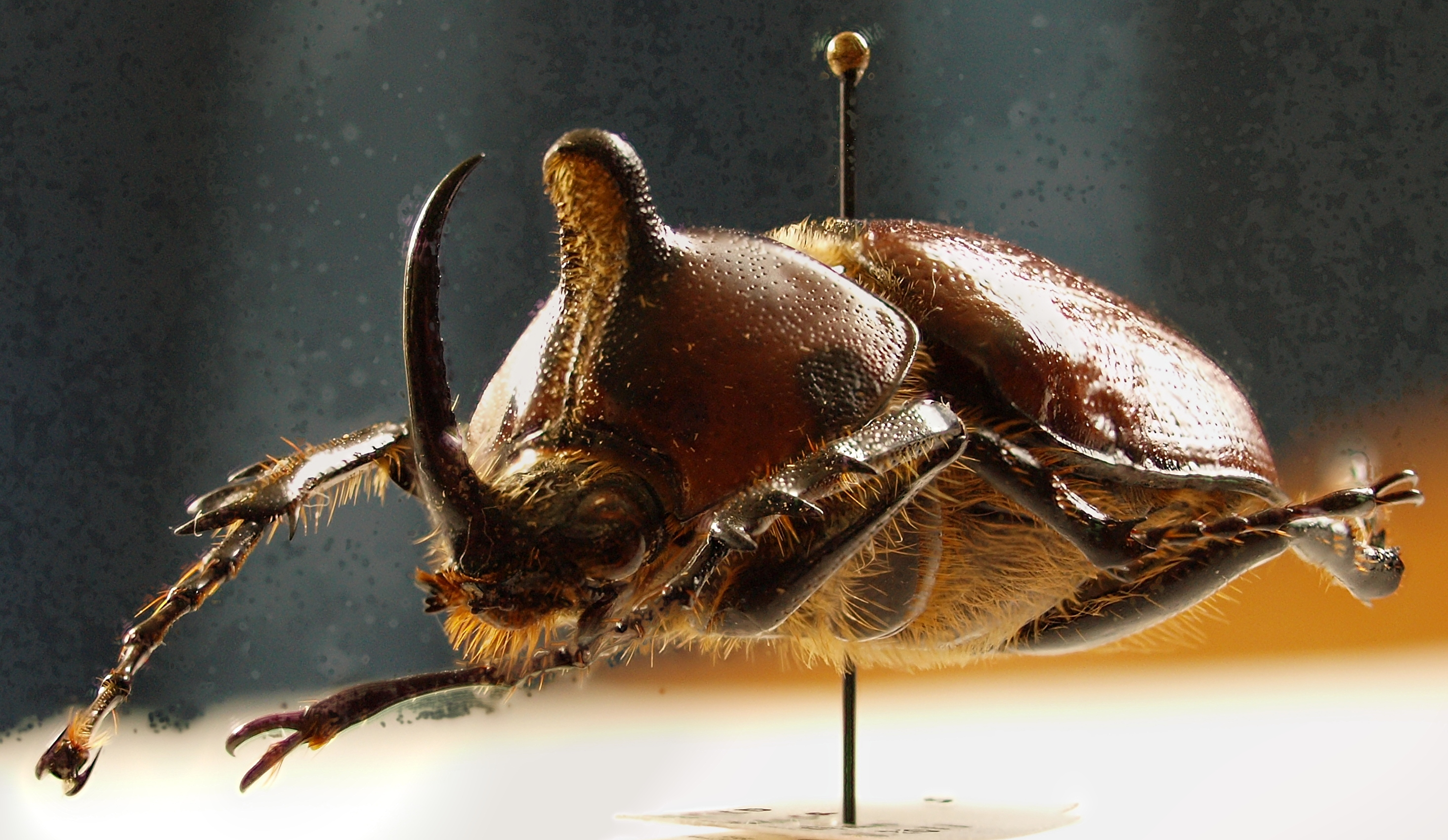
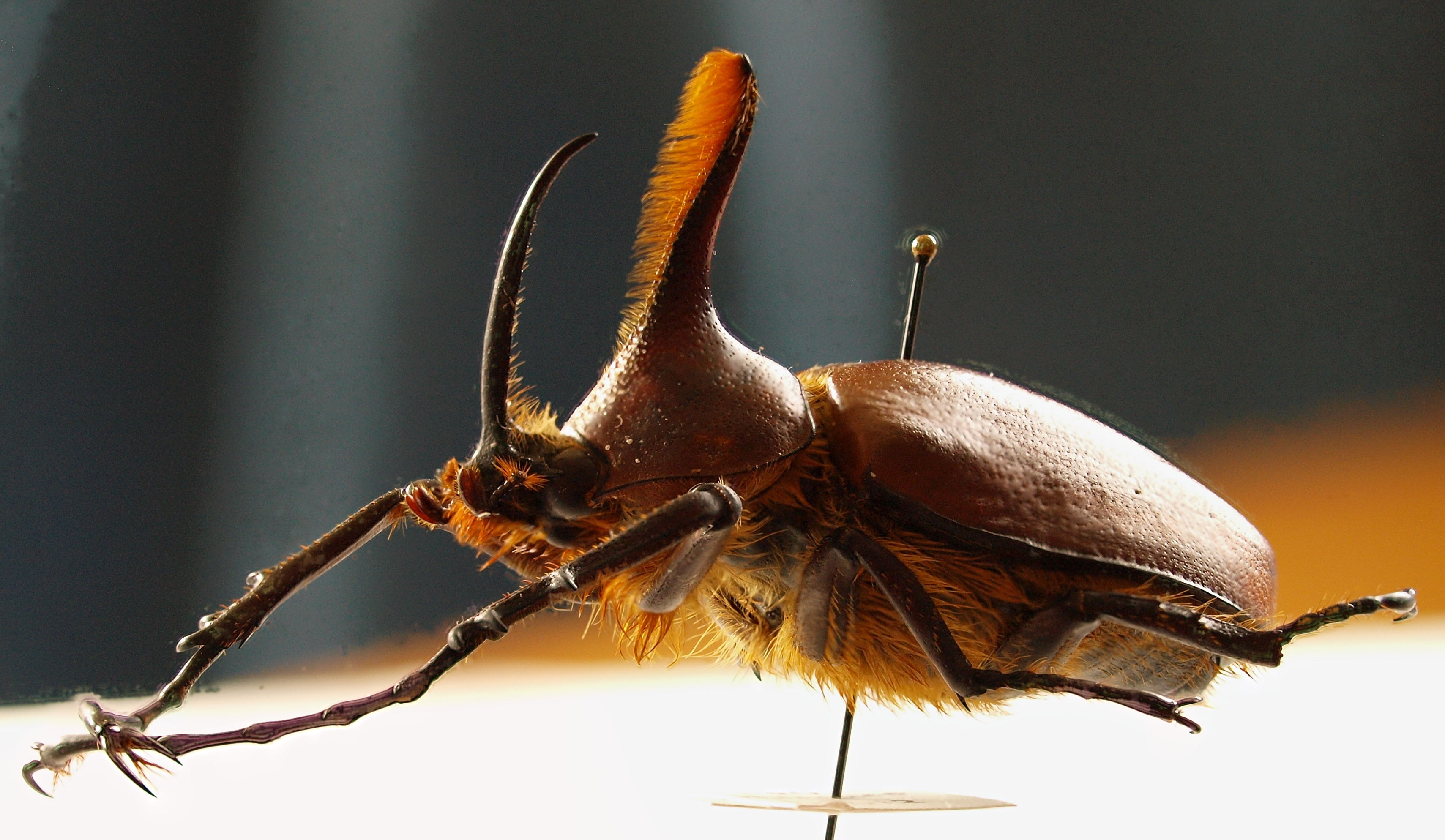
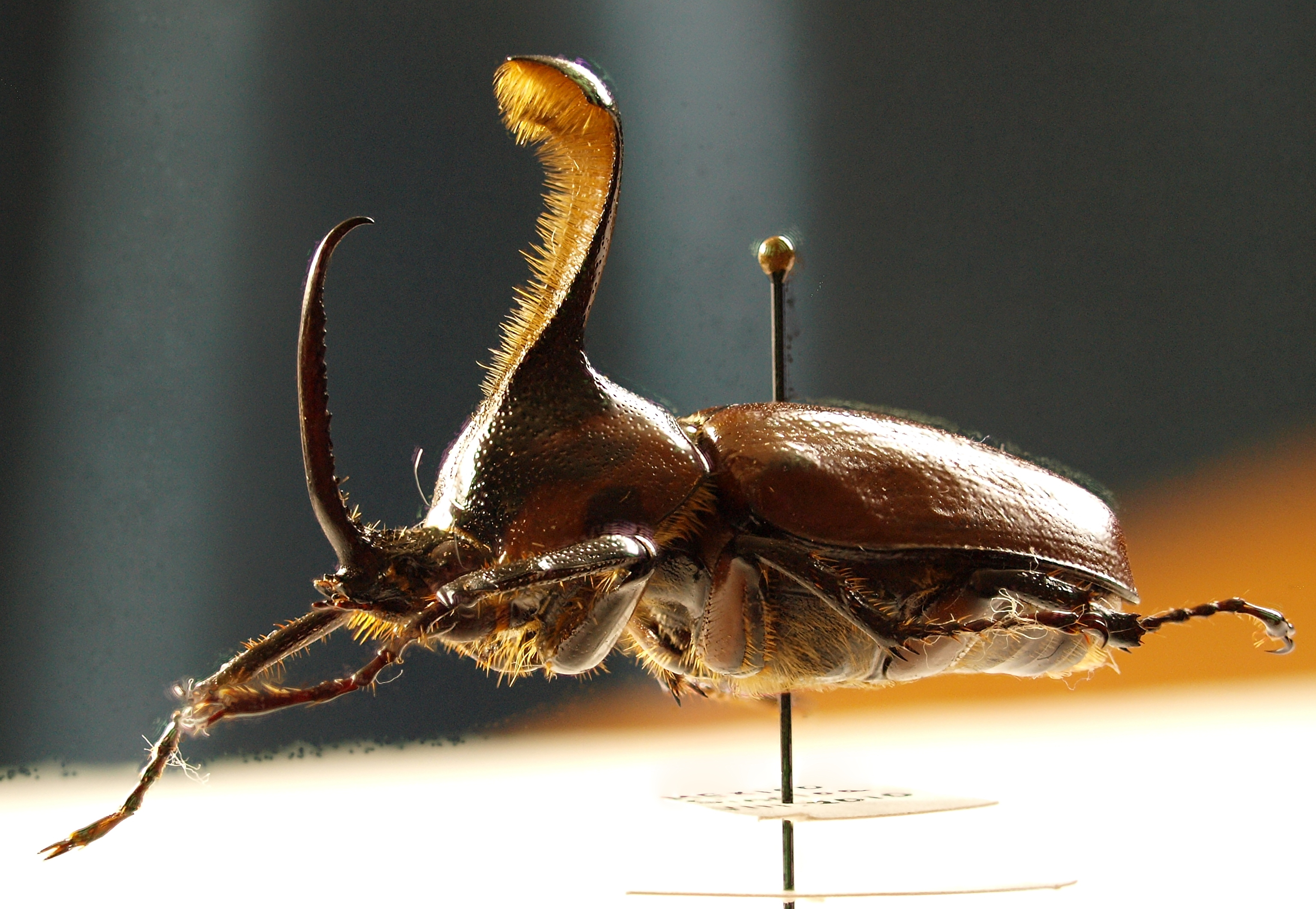
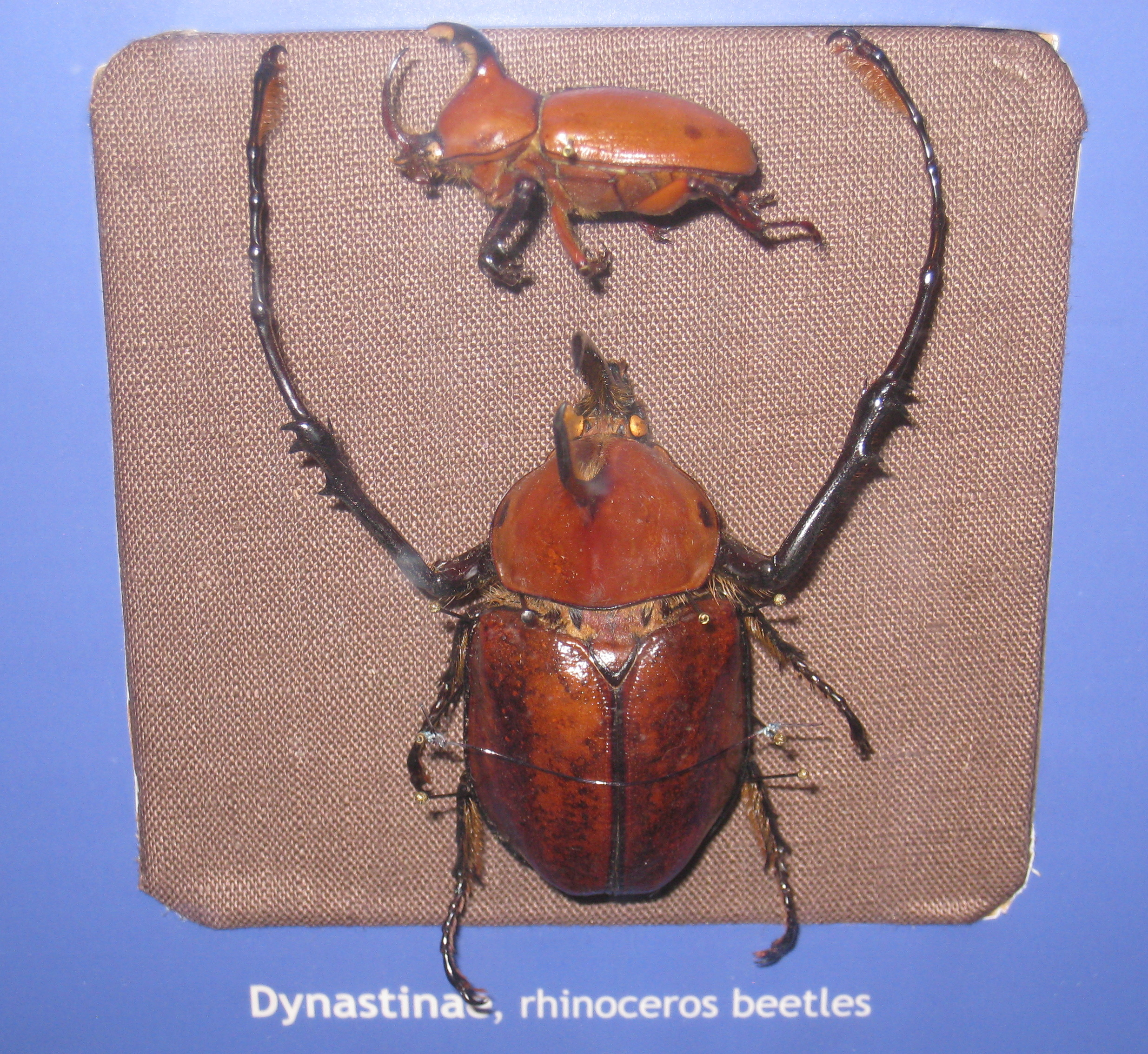

## Dottertaxa tillGolofa, i alfabetisk ordning[1]
- Golofa aegeon
- Golofa aequatorius
- Golofa antiquus
- Golofa argentinus
- Golofa claviger
- Golofa cochlearis
- Golofa costaricensis
- Golofa eacus
- Golofa gaujoni
- Golofa globulicornis
- Golofa henrypitieri
- Golofa hirsuta
- Golofa horizontalis
- Golofa imbellis
- Golofa incas
- Golofa inermis
- Golofa minutus
- Golofa obliquicornis
- Golofa paradoxus
- Golofa pelagon
- Golofa pizarro
- Golofa porteri
- Golofa pusilla
- Golofa solisi
- Golofa spatha
- Golofa tepaneneca
- Golofa tersander
- Golofa testudinarius
- Golofa unicolor
- Golofa wagneri
- Golofa xiximeca